# Adrianus Johannes Simonis
Pour les articles homonymes, voir Simonis.
Adrianus Johannes Simonis, né le 26 novembre 1931 à Lisse aux Pays-Bas et mort le 2 septembre 2020 à Sassenheim dans la commune de Teylingen, est un  cardinal néerlandais, archevêque d'Utrecht de 1983 à 2007.

## Biographie

### Prêtre
Après avoir étudié dans les séminaires d'Hageveld et de Warmond, Adrianus Johannes Simonis est ordonné prêtre le 15 juin 1957 pour le diocèse de Rotterdam.
Il exerce son ministère sacerdotal en paroisses avant de partir pour Rome de 1959 à 1966 pour étudier l'exégèse biblique.

### Évêque
La crise moderniste frappe durement l'Église néerlandaise, qui était l'une des plus fécondes d'Europe, par l'affaire du catéchisme hollandais qui reçoit l'imprimatur du cardinal Alfrink et qui est publié en octobre 1966. C'est le début de l'effondrement du catholicisme aux Pays-Bas. Deux mille prêtres vont défroquer en une douzaine d'années et les ordinations ne sont plus alors qu'une quinzaine par an (au lieu de trois cents en moyenne). Misant sur le long terme, le pape Paul VI répond par la mise en place d'une commission cardinalice de théologiens qui rédigent un nouveau texte, en accord apparent de l'épiscopat néerlandais. Lorsqu'il s'agit de nommer le nouvel évêque de Rotterdam, c'est Paul VI lui-même qui nomme directement Adrianus Johannes Simonis sans choisir parmi les trois noms que traditionnellement le chapitre lui soumet. Le pape choisit donc, le 29 décembre 1970, un jeune abbé de 40 ans qui s'était prononcé contre les conclusions de la commission préparatoire au catéchisme hollandais. Aussitôt révélé le nom d'Adrianus Simonis, c'est un tollé dans les médias néerlandais, acquis au modernisme. Les évêques néerlandais évoquent un « tragique malentendu ». Le cardinal Alfrink ne peut pas s'opposer à le consacrer lui-même à la cathédrale d'Utrecht le 20 mars 1971, avec comme co-consécrateurs Petrus Moors (nl) et Johannes Bluyssen (nl). Pour couper court à toute ambiguïté, et contrer la rébellion sourde des évêques hollandais, Paul VI consacrera lui-même un an plus tard à Rome l'abbé Gijsen évêque de Ruremonde, qui présente un même profil.
Le 27 juin 1983, Adrianus Simonis est nommé archevêque coadjuteur d'Utrecht, diocèse particulièrement divisé et touché par l'effondrement de l'Église catholique néerlandaise. Il succède au cardinal Willebrands, au gouvernement plutôt libéral en matière de discipline ecclésiastique et de liturgie ; Adrianus Simonis en est l'archevêque du 3 décembre 1983 au 14 avril 2007.
Durant son épiscopat, il a particulièrement défendu les positions de l'Église catholique concernant le mariage, la famille et la valeur inviolable de la vie humaine, dans une société qui opère depuis les années 1960 un virage profondément à l'opposé de ces valeurs ; cela a causé des inimitiés à l'endroit de l'archevêque et des divisions au sein de son clergé. Willem Jacobus Eijk, qui tient une ligne proche, lui succède en 2007.

### Cardinal

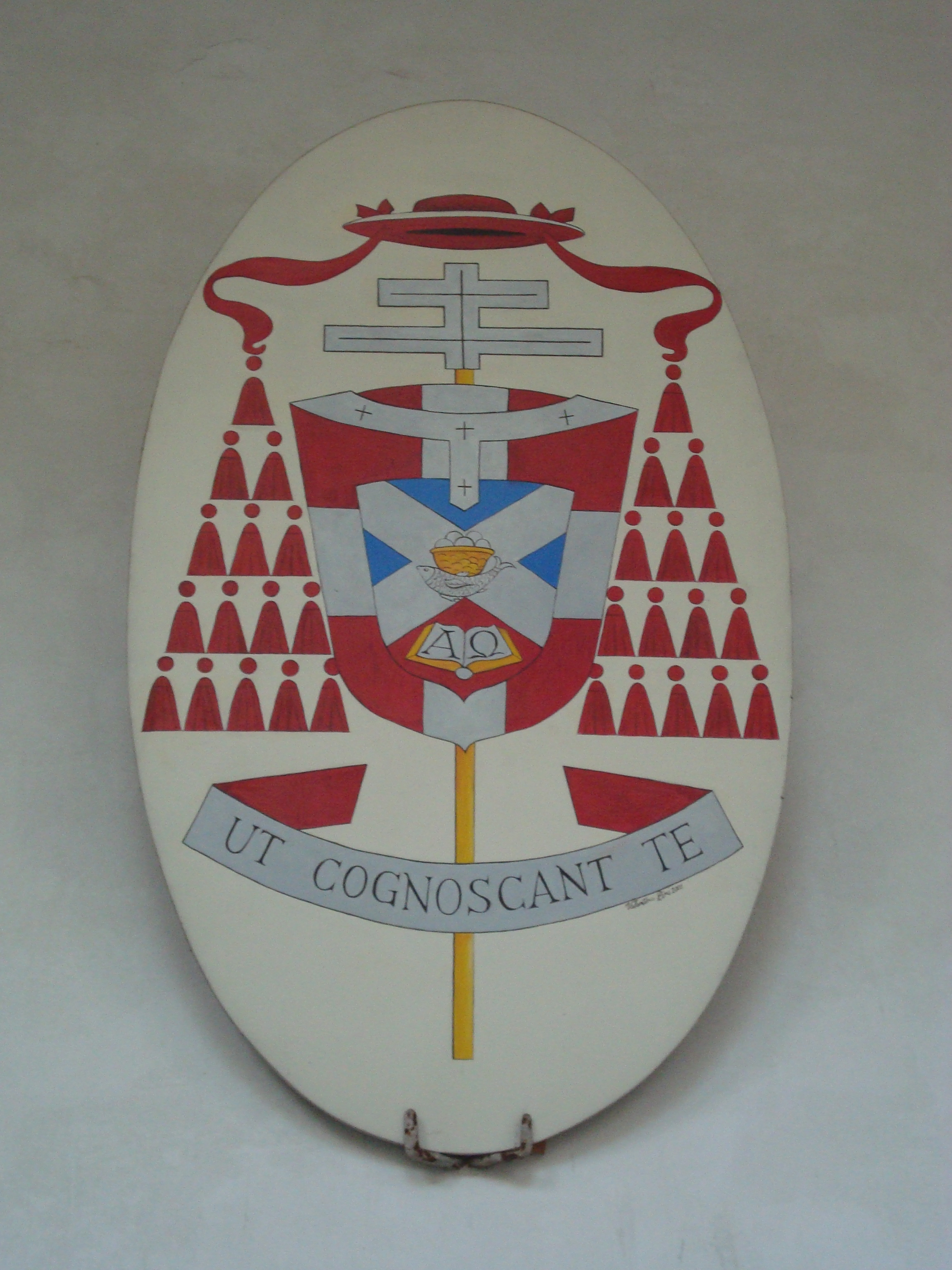
Le blason de cardinal sur la façade de la basilique San Clemente al Laterano.

Adrianus Johannes Simonis est créé cardinal par le pape Jean-Paul II lors du consistoire du 25 mai 1985 avec le titre de cardinal-prêtre Saint-Clément.
Au sein de la Curie romaine, il est membre de la Congrégation pour les Instituts de vie consacrée et les Sociétés de vie apostolique, de la Congrégation pour l'éducation catholique et du Conseil pontifical pour la promotion de l'unité des chrétiens.
Il participe au conclave de 2005 qui voit l'élection de Benoît XVI. Par contre, le 26 novembre 2011, il perd sa qualité d'électeur à ses 80 ans, ce qui l'empêche de prendre part aux votes du conclave de 2013 qui voit l'élection du pape François.
Il meurt le 2 septembre 2020 à Sassenheim dans la commune de Teylingen aux Pays-Bas, à l'âge de 88 ans. Son cardinalat a duré plus de 35 ans. La messe de requiem a lieu le 10 septembre 2020 dans la cathédrale Sainte-Catherine d'Utrecht, célébrée par la cardinal Willem Jacobus Eijk, devant seulement 95 invités en raison de la pandémie de Covid-19. Il est ensuite enterré au cimetière Sainte-Barbara à Utrecht au côté du cardinal Johannes Willebrands.

## Succession apostolique
Adrianus Johannes Simonis a ordonné les évêques suivants :
- Évêque Philippe Bär (nl), O.S.B. (1982)
- Évêque Frans Wiertz (1993)
- Évêque Ad van Luyn (nl), S.D.B. (1994)
- Cardinal Willem Jacobus Eĳk (1999)
- Évêque Gerard Johannes Nicolaus de Korte (2001)

## Distinctions
- Chevalier de l'ordre du Lion néerlandais